# 56 aC

## Esdeveniments

### Bretanya
- Aquell any o potser en el següent, el rei dels Trinovants, possiblement anomenat Imanuentius, és enderrocat i assassinat pel seu rival Cassivellaunus. El seu fill Mandubracius fuig a Galícia i fa una criada Juli Cèsar en busca en ajuda.

### República Romana
- Gneu Corneli Lèntul Marcel·lí i Luci Marci Filip són cònsols.
- Ciceró pronuncia el seu discurs pro Sestio.

## Naixements
- Tàcit, historiador romà. (data aproximada)

## Necrològiques
- Luci Licini Lucul·le, consol romà.
- Tigranes II, rei d'Armènia. (any probable)